# Karim Masimow

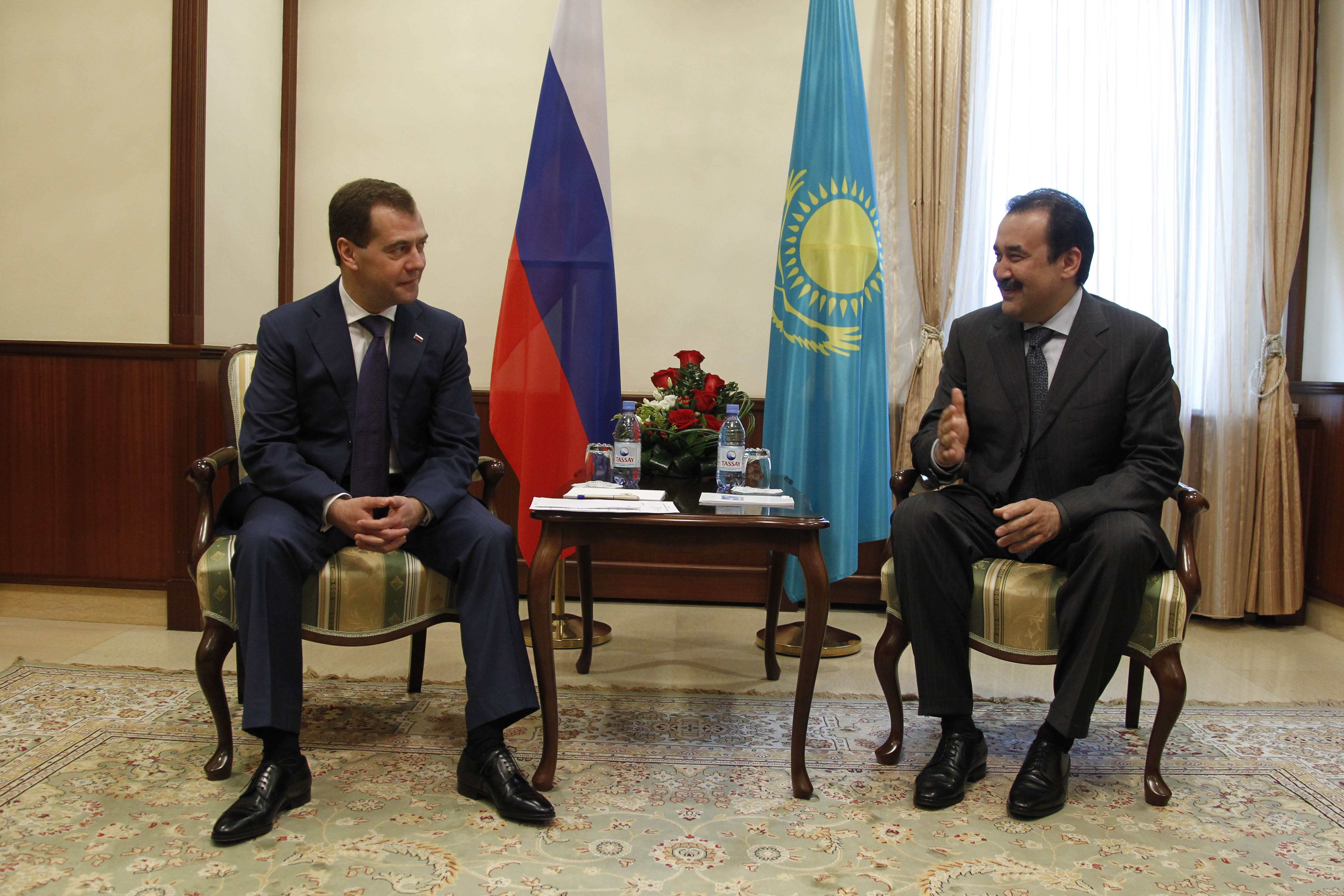
Karim Masimow i Dmitrij Miedwiediew. (2012)

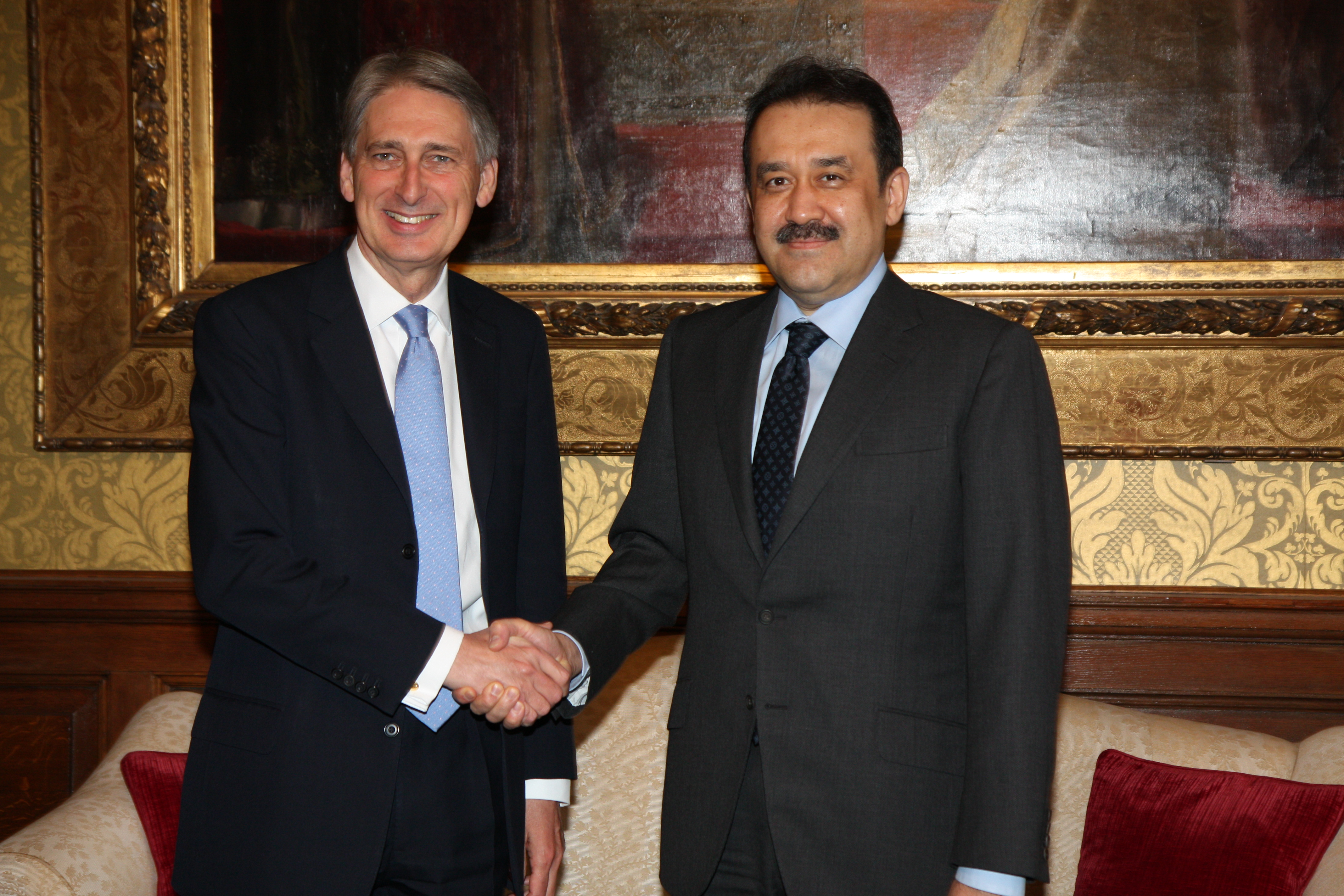
Karim Masimow i Philip Hammond. (2015)

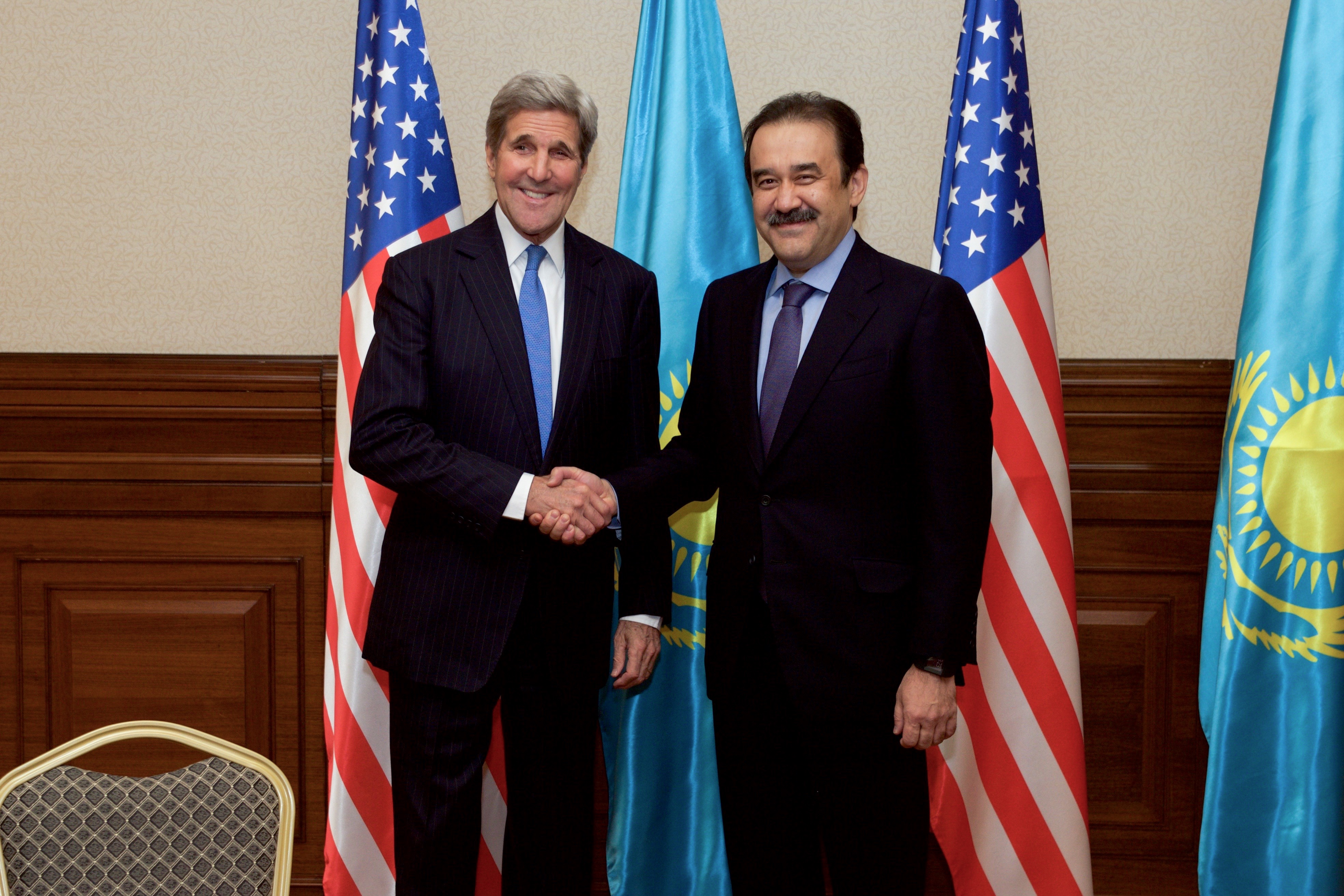
Karim Masimow i John Kerry. (2015)

Karim Każymkanowicz Masimow (oryg. Карим Кажимканович Масимов, ur. 15 czerwca 1965 w Celinogradzie) – kazachski polityk narodowości ujgurskiej, w latach 2007–2012 i 2014–2016 premier Kazachstanu.

## Życiorys
Karim Masimow urodził się w 1965. Studiował prawo międzynarodowe i ekonomię na Uniwersytecie Kultury i Języka w Pekinie, Uniwersytecie w Wuhan oraz w Kazachskiej Państwowej Szkole Zarządzania. Mówi płynnie po kazachsku, rosyjsku, angielsku, chińsku i arabsku.
Swoją karierę zawodową rozpoczynał jako ekonomista w Ministerstwie Zagranicznych Stosunków Gospodarczych Republiki Kazachstanu. Następnie zajmował stanowisko dyrektora Kazachskiego Biura Handlu w Hongkongu. Był również przewodniczącym zarządu Banku Handlu i Finansów Ałmaty oraz przewodniczącym zarządu Ludowego Banku Oszczędności.
Od 2001 był ministrem transportu i komunikacji. Od 19 stycznia 2006 zajmował stanowisko wicepremiera Kazachstanu. Od kwietnia 2006 sprawował dodatkowo funkcję ministra gospodarki i budżetu.

### Premier

#### Pierwszy gabinet
Kandydaturę Masimowa na stanowisko premiera wysunął prezydent Nursułtan Nazarbajew po tym, jak 9 stycznia 2007 dotychczasowy premier Daniał Achmetow ustąpił ze stanowiska. 10 stycznia 2007 nominację prezydencką zatwierdziły obie izby parlamentu. Masimow, z pochodzenia Ujgur, był pierwszym premierem wywodzącym się z tej grupy etnicznej.
Urząd premiera zajmował przez ponad 5 lat, do 24 września 2012, kiedy prezydent Nazarbajew dokonał kolejnej zmiany na tym stanowisku. Tego dnia Masimow został mianowany szefem sztabu prezydenta, a nowym szefem rządu został wicepremier Seryk Achmetow.

#### Drugi gabinet
W wyniku dymisji rządu Seryka Achmetowa, prezydent Nursułtan Nazarbajew wysunął 2 kwietnia 2014 kandydaturę Masimowa na nowego szefa rządu. Masimow tego samego dnia został zatwierdzony jako nowy premier przez parlament.
6 sierpnia 2014 została przeprowadzona generalna rekonstrukcja rządu Masimowa. Liczbę resortów zredukowano z 17 do 12, w gabinecie pojawiło się pięciu nowych ministrów. Nowy rząd uzyskał akceptację zarówno prezydenta Nazarbajewa, jak i parlamentu.
27 marca 2015 Karim Masimow i premier Chin Li Keqiang podpisali w Pekinie 33 umowy kooperacyjne między Kazachstanem a ChRL o łącznej wartości 26,3 miliarda dolarów. Umowy dotyczyły współpracy w dziedzinach wydobycia i handlu surowcami, przemyśle motoryzacyjnym i energii wodnej.
29 kwietnia 2015 prezydent Nursułtan Nazarbajew ponownie powołał Karima Masimowa na stanowisko premiera, po uprzedniej dymisji jego rządu związanej z zaprzysiężeniem Nazarbajewa na kolejną kadencję.
8 września 2016 prezydent Nursułtan Nazarbajew zdymisjonował Karima Masimowa z funkcji szefa rządu i mianował na stanowisko przewodniczącego Komitetu Bezpieczeństwa Narodowego. Nowym premierem został dotychczasowy wicepremier, Bakytżan Sagintajew.

## Odznaczenia
- Order Przyjaźni Narodów (2015)
- Medal 20 lat Niepodległości Republiki Kazachstanu (Қазақстан Республикасының тәуелсіздігіне 20 жыл медалі) (2011)
- Order Honoru (Құрмет ордені) (2004)
- Order Nazarbajewa (Назарбаев ордені) (2010)
- Order Federacji (2010)